# روبرت بروسكي
روبرت بروسكي (بالإنجليزية: Robert Prosky )‏ (و. 1930 – 2008 م) هو ممثل مسرحي، وممثل أفلام، وممثل تلفزي، وممثل هزلي أمريكي، ولد في فيلادلفيا، بدأ مشواره المهني سنة 1971، توفي في واشنطن العاصمة، عن عمر يناهز 78 عاماً، بسبب مرض قلبي وعائي.

## التعليم
تعلم في جامعة تمبل.

## وصلات خارجية
- روبرت بروسكي على موقع IMDb (الإنجليزية)
- روبرت بروسكي على موقع ألو سيني (الفرنسية)
- روبرت بروسكي على موقع تيرنر كلاسيك موفيز (الإنجليزية)
- روبرت بروسكي على موقع أول موفي (الإنجليزية)
- روبرت بروسكي على موقع قاعدة بيانات برودواي على الإنترنت (الإنجليزية)
- روبرت بروسكي على موقع قاعدة بيانات الأفلام السويدية (السويدية)
- روبرت بروسكي على موقع إن إن دي بي (الإنجليزية)
- روبرت بروسكي على موقع قاعدة بيانات الفيلم (الإنجليزية)
- روبرت بروسكي على موقع كينوبويسك (الروسية)